# Kristina Gadschiew
Kristina Gadschiew (Alemania, 3 de julio de 1984) es una atleta alemana especializada en la prueba de salto con pértiga, en la que consiguió ser medallista de bronce europea en pista cubierta en 2011.

## Carrera deportiva
En el Campeonato Europeo de Atletismo en Pista Cubierta de 2011 ganó la medalla de bronce en el salto con pértiga, con un salto por encima de 4.65 metros, tras la polaca Anna Rogowska (oro con 4.85 metros) y su paisana alemana Silke Spiegelburg (plata con 4.75 metros).